# Акустическая кабина
Акустическая кабина — это специально спроектированное конструкция, предназначенная для проведения звонков и переговоров в шумном пространстве. Основная цель акустической кабины заключается в создании среды, которая позволяет избежать внешних шумов (звонки, разговоры коллег в офисе или торговых центрах) и комфортно провести переговоры, рабочие звонки в уютной и конфиденциальной обстановке.
Акустические кабины широко используются в различных областях, таких как звукозапись, аудиоинжиниринг, тестирование звукоизоляции, а также для создания условий с минимальным воздействием внешних звуков при проведении аудио- или видеоконференций. Кабины обычно оборудованы звукопоглощающими и звукоизолирующими материалами, такими как пористые панели, уплотнения и специальные конструктивные элементы, чтобы обеспечивать оптимальные условия для записи звука или проведения других звуковых мероприятий.
Существует несколько типов акустических кабин:
- Офисные кабины
- Вокальные кабины
- Дикторские кабины
- Режиссерские и т.д.

## Офисные акустические кабины
Большинство офисных акустических кабин спроектированы для одного, двух или четырех человек, но иногда выпускаются и более крупные модели. Офисные кабины находят широкое применение как чат-боксы, скайп-кабины, места для собеседований или переговоров, а также для тестирования продуктов в маркетинговых отделах компаний. (изолирующая кабина).
Множество известных компаний, таких как Microsoft, IBM, Google, Puma, Nvidia, Vodafone, McDonald’s, Deloitte, General Electric, Siemens и другие, используют такие кабины в своих офисах. Офисные кабины обладают высокой звукоизоляцией, способной изолировать до 35 дБ шума, с основным фокусом на диапазоне частот 150–500 Hz, включающем человеческую речь и офисный шум. Стены обычно покрыты войлоком толщиной 4 мм, обладающим коэффициентом поглощения звука от 0.6 до 0.8 (максимальный — 1). Внутренние и внешние поверхности также обработаны звукопоглощающими материалами, при этом внутренние направлены на поглощение высоких частот, а внешние — на низких.
Стекла офисных кабин изготавливаются из трехслойного триплекса разной толщины, что предотвращает резонанс на разных частотах звука, а двери тщательно подгоняются к раме для дополнительного улучшения звукоизоляции. Внутри кабин предусмотрено освещение и вентиляция. Для снижения трения и шума используют вентиляторы с магнитным центрированием, а воздух проходит через специальные глушители, предотвращая утечку звука. Чаще всего кабины подключаются через стандартную розетку 220V переменного тока или USB-порт.

В кабинах некоторых производителей  предусмотрены датчики автоматического включения и выключения света и вентиляции с настраиваемым интервалом срабатывания, а также дополнительные функции по желания заказчика. На рынке существует несколько крупных производителей офисных акустических кабин, таких как американская компания ROOM, литовская Narbutas, финская Framery, английский HUSHOFFICE , российская Qubius   и американская POPPINPOD, а также множество других. Главное отличие производителей кабин заключается в цене и качестве используемых материалов. 
- Акустическая офисная кабина
- Акустическая офисная кабина
- Акустическая офисная кабина

## Вокальные акустические кабины
Акустические кабины, ориентированные на звукозапись и часто использованные артистами для записи песен, представляют собой специализированные помещения, созданные для обеспечения оптимальных условий звукозаписи. В современном цифровом мире некоторые блоггеры также обратили внимание на преимущества этих кабин, применяя их для записи видеоконтент а/подкастов, поскольку внутри акустических кабин можно достичь чистого звука без нежелательных внешних шумов.
Основное предназначение таких кабин заключается в обеспечении нейтрального и высококачественного звучания в условиях, где важна минимизация шумов и эха. Их конструкция включает в себя звукоизолирующие материалы, способные предотвращать проникновение внешних звуков и минимизировать отражение звука внутри кабины.
Артисты, работающие с музыкой, ценят окальные акустические кабины за их способность создавать контролируемую и нейтральную среду для записи вокала или инструментов. Блоггеры, занимающиеся видеосъемкой, используют эти кабины для обеспечения высокого качества аудиозаписи в своих видеоконтентах, избегая нежелательных шумов и эха.
Такие кабины часто оснащаются звукопоглощающими материалами на стенах и потолке, специальными дверями и окнами, предотвращающими утечку звука, а также осветительными и вентиляционными системами для создания комфортных условий работы. Внутри кабины блоггеры могут получить чистый и качественный звук, необходимый для создания профессиональных аудиовизуальных материалов..

## Самодельные акустические кабины
В сети интернет есть описания, как собственноручно собрать акустическую кабину. В качестве звукоизоляции используется поролон.